# Servaas Baart
Servatius Protatius (Servaas) Baart (Maastricht, 8 juni 1871 – Delft, 14 januari 1950) was een Nederlands vakbondsbestuurder en politicus.
Baart werd geboren als zoon van Hendrik Baart, een arbeider bij de Maastrichtste onderneming Regout, die overleed toen Servaas vier jaar oud was. Nadat Baart de rooms-katholieke armenschool St. Vincentius had doorlopen ging hij op twaalfjarige leeftijd zelf bij Regout werken. Samen met zijn oudere broers onderhield hij zijn moeder. Omdat zijn broers trouwden moest hij op zestienjarige leeftijd in zijn eentje zijn moeder onderhouden. Zijn salaris was hiervoor niet toereikend; daarom werkte hij naast zijn baan als aardewerker bij Regout tevens als kapper.
In 1891 sloot Baart zich aan bij de Sociaal-Democratische Bond en het jaar daarop richtte hij met enkele anderen, onder wie Hubert Paris, op 1 mei in het geheim de vakvereniging Loon naar Werk op. Toen deze samen met andere vakverenigingen in 1895 fuseerde tot het Maastrichts Arbeid-Secretariaat werd Baart voorzitter. Na een mislukte staking in 1897 maakte de socialistische beweging in Maastricht een crisis door en vertrok Baarts mentor Willem Vliegen uit Maastricht. In 1899 werd Baart voorzitter van de SDAP-afdeling in Maastricht. Hierop werd hij door Regout ontslagen. Hij moest nu rondkomen als kapper en verdiende daarnaast een rijksdaalder per week als agent van het Het Volk.
Baart werd in 1900 administrateur van de Maastrichtsche Coöperatieve Broodbakkerij- en Verbruikersvereeniging Het Volksbelang, maar liet de dagelijkse werkzaamheden veelal aan Willem Caspar de Jonge over omdat hij diverse andere functies vervulde. In maart 1907 baarde hij landelijk opzien toen hij tijdens een congres stelde dat bij Regout werkende glasblazersleerlingen hun vrijheid werd ontnomen. Ook werden vaders die hun zonen niet meebrachten naar de glasblazerij volgens Baart door Regout ontslagen.
Toen op 5 mei van dat jaar te Delft de Nederlandsche Vereeniging van Glas- en Aardewerkers (NVGA) werd opgericht, werd Baart bezoldigd NVGA-bestuurder. Hij verhuisde met zijn gezin en zijn moeder naar Delft. Zijn functie als administrateur van de Maastrichtse coöperatie werd overgenomen door Caspar de Jonge.
In 1911 werd Baart te Delft tevens raadslid namens de SDAP en in 1921 werd hij er namens de SDAP wethouder Openbare Werken en Volkshuisvesting. Daarnaast bleef hij bestuurder van de NVGA, tot deze in 1926 fuseerde met de Nederlandsche Vereeniging van Fabrieksarbeid(st)ers (NVvFa).
Als wethouder hield Baart zich vooral met volkshuisvesting bezig. In 1923 richtte hij de gemeentelijke woningstichting Centraal Woningbeheer op. Baart trad in 1939 als politicus terug.
Baart was sinds 1894 gehuwd met Anna Maria Laheij, met wie hij drie kinderen kreeg. Hij overleed op 78-jarige leeftijd.